# Všestudy (okres Mělník)
Všestudy jsou obec v okrese Mělník ve Středočeském kraji, severoseverovýchodním směrem zhruba 6 km od Kralup nad Vltavou a 2,5 km od Veltrus. Obec leží v ploché krajině poblíž pravého břehu řeky Vltavy a sestává ze dvou částí: vlastní vsi Všestudy, která přiléhá k severovýchodnímu okraji rozlehlého zámeckého parku Veltrusy, a severněji položené osady Dušníky nad Vltavou. Území obce mezi oběma vesnicemi podélně protíná dálnice D8. Celkem zde žije 432 obyvatel.

## Historie
První písemná zmínka o obci pochází z roku 1295.

### Územněsprávní začlenění
Dějiny územněsprávního začleňování zahrnují období od roku 1850 do současnosti. V chronologickém přehledu je uvedena územně administrativní příslušnost obce v roce, kdy ke změně došlo:
- 1850 země česká, kraj Praha, politický okres Slaný, soudní okres Velvary[4]
- 1855 země česká, kraj Praha, soudní okres Velvary
- 1868 země česká, kraj Praha, politický okres Slaný, soudní okres Velvary
- 1912 země česká, kraj Praha, politický okres Slaný, soudní okres Kralupy nad Vltavou[5]
- 1913 země česká, kraj Praha, politický i soudní okres Kralupy nad Vltavou[6]
- 1939 země česká, Oberlandrat Mělník, politický i soudní okres Kralupy nad Vltavou[7]
- 1942 země česká, Oberlandrat Praha, politický okres Roudnice nad Labem, soudní okres Kralupy nad Vltavou[8]
- 1945 země česká, správní i soudní okres Kralupy nad Vltavou[9]
- 1949 Pražský kraj, okres Kralupy nad Vltavou[10]
- 1960 Středočeský kraj, okres Mělník
- 2003 Středočeský kraj, okres Mělník, obec s rozšířenou působností Kralupy nad Vltavou

### Rok 1932
Ve vsi Všestudy (416 obyvatel) byly v roce 1932 evidovány tyto živnosti a obchody: sušárna čekanky, družstvo pro rozvod elektrické energie ve Všestudech, holič, 2 hostince, kovář, krejčí, obchod s květinami, 2 obuvníci, pekař, 4 rolníci, řezník, 5 obchodů se smíšeným zbožím, trafika, výroba ovocných vín, zahradnictví.
Ve vsi Dušníky nad Vltavou (296 obyvatel, samostatná obec se později stala součástí Všestud) byly v roce 1932 evidovány tyto živnosti a obchody: hostinec, kovář, akademický malíř Pokorný, 5 rolníků, 2 sadaři, 2 obchody se smíšeným zbožím, trafika.

## Pamětihodnosti
- Zvonička
- Křížek (1829)
- Červený mlýn, někdejší lovecký zámeček při severním okraji veltruského parku, dnes domov důchodců

## Sport
Ačkoliv obec čítá jen něco přes 300 obyvatel, má i vlastní fotbalový klub SK Viktoria Všestudy.

## Doprava
Dopravní síť
- Pozemní komunikace – Do obce vedou silnice III. třídy. Území obce protíná dálnice D8, ve vzdálenosti 1,5 km vede silnice II/101 Brandýs nad Labem-Stará Boleslav - Neratovice - Kralupy nad Vltavou - Kladno.
- Železnice – Železniční trať ani stanice na území obce nejsou.

Veřejná doprava 2012
- Autobusová doprava – V obci měla zastávku autobusová linka PID 372 Praha,Kobylisy - Kralupy n. Vlt. (v pracovních dnech 7 spojů), příměstské autobusové linky Mělník - Chlumín - Kralupy nad Vltavou (v pracovních dnech 6 spojů, o víkendech 4 spoje) a Neratovice - Kralupy nad Vltavou (v pracovních dnech 6 spojů) (dopravce ČSAD Střední Čechy, a. s.).

## Turistika
Obcí vede cyklotrasa č. 2 Kralupy nad Vltavou - Nelahozeves - Všestudy - Mělník - Ústí nad Labem.